# 浦川宜也
浦川 宜也（うらかわ たかや、Takaya Urakawa、1940年4月13日 - ）は、東京生まれのヴァイオリニスト。

## 経歴

### 学生時代
世田谷区立砧小学校に通い、1949年の9歳の時、全日本学生音楽コンクール全国大会小学生の部で第1位を受賞。1953年の13歳の時、第22回日本音楽コンクールで順位なしの入賞。鈴木鎮一、小野アンナ、井上武雄に師事。1959年、西ドイツ給費留学生としてベルリン芸術大学に留学、ミシェル・シュヴァルベに師事した。1961年、ミュンヘン国立音楽大学に移り、ウイルヘルム・シュトロスらに師事、1964年、同大学を首席で卒業した。

### ヨーロッパでの演奏活動
1964年、大学卒業後、西ドイツ・ファルツ交響楽団に入団。1965年、ヨゼフ・カイルベルトに認められてバンベルク交響楽団の第1コンサートマスターに就任し、1969年、同楽団を退団してソリストとして独立した。その後、ベルリン交響楽団、オランダ・ブラバント交響楽団との共演など、ヨーロッパ各地で演奏活動を行う。1979年、フランツ・ルップ（ピアノ）とベートーヴェン、ブラームスの全ソナタのレコーディングを行う。

### 帰国後
1981年、東京芸術大学音楽学部器楽科助教授に就任。1982年、ワシントン・ライブラリー・オブ・コングレスのシリーズに出演した。1983年、京都コンピュータ学院音楽鑑賞担当講師となり、1984年、東京芸術大学教授に昇任した。1986年、ドイツ連邦共和国功労勲章一等功労十字章を贈られる。2002年、東京音楽大学大学院講師、2004年、同大学院客員教授となった。

## 近況
ソリストとして活動するほか、音楽祭への出演、マスタークラス、セミナーなどの講師、国際コンクールでの審査員を務め、楽譜の校訂等も行っている。

## レコーディング
- モーツァルト：ヴァイオリン・ソナタ集（4枚組、ピアノ：岡本美智子）
- ベートーヴェン：ヴァイオリン・ソナタ全集（3枚組）
- バッハ：無伴奏ヴァイオリンのためのソナタとパルティータ
- ブラームス：ヴァイオリン・ソナタ全集（ピアノ：フランツ・ルップ）
- シューベルト：ソナタ イ長調・ロンド ロ短調・大幻想曲ハ長調
- シューマン：ヴァイオリン・ソナタ第1番、第2番
- リヒャルト・シュトラウス、プフィッツナー：ヴァイオリン・ソナタ集（1988年、ピアノ：岡本美智子）
- 日本のヴァイオリン・ソナタ作品集（1994年、ピアノ：岡本美智子）
- エネスコ、バルトーク：ヴァイオリン・ソナタ集（1990年、ピアノ：岡本美智子）
- ヴィヴァルディ：ヴァイオリン協奏曲集（1994年、合奏：東京クラシック・プレイヤーズ ）
- アンコール・ステージ（1988年、ピアノ：フランツ・ルップ）
- ベートーヴェン：ヴァイオリン協奏曲
- メンデルスゾーン：ヴァイオリン協奏曲
- ブラームス：ヴァイオリン協奏曲
- チャイコフスキー：ヴァイオリン協奏曲
- モーツァルト：ヴァイオリン協奏曲集
- バッハ：ヴァイオリンとチェンバロのためのソナタ、ヴァイオリンと通奏低音のためのソナタ
- ハイドン：ヴァイオリン協奏曲集
- バッハ：ヴァイオリン協奏曲集（復元版を含む、2003年）
- レーガー：ヴァイオリン・ソナタ集（2004年2月、ピアノ：モーリーン・ジョーンズ）
- アルカン：ヴァイオリン・ソナタ
- イザイ，クライスラー，オネゲル：時代（とき）を超えた無伴奏（2009年2月1日）
- ベートーヴェンほか：浦川宜也 東京クラシックプレイヤーズ（2009年7月1日）
- シューベルト：Franz Schubert D384,D385,D408,D574（2010年6月1日，ピアノ：岡原慎也）
- ベートーヴェンほか：浦川宜也/東京クラシックプレイヤーズ（2010年8月20日）